# Лисоло (Леко)
Лисоло је насеље у Италији у округу Леко, региону Ломбардија.
Према процени из 2011. у насељу је живело 58 становника. Насеље се налази на надморској висини од 526 м.